# Wallace Broecker
Wallace Broecker (anglès: Wallace Smith Broecker)  (Chicago, 29 de novembre de 1931 - Manhattan, 18 de febrer de 2019) va ser un geoquímic estatunidenc. Va ser professor al departament de Ciències de la Terra i Ambientals de la Universitat de Colúmbia i de Sostenibilitat a la Universitat Estatal d'Arizona. Va desenvolupar la idea de «circulació termohalina» i va fer grans contribucions a l'estudi del cicle del carboni i l'ús de traçadors químics i datació d'isòtops en oceanografia. A més, el 1975 va popularitzar el terme «escalfament global» quan va publicar un article titulat: Climatic Change: Are we on the Brink of a Pronounced Global Warming?; el terme havia aparegut anteriorment en un informe de 1957 de Roger Revelle.

## Biografia
Es va graduar a la Universitat de Colúmbia el 1953 i es va doctorar el 1958. A Columbia va treballar amb Walter Bucher. Va ser descrit a The New York Times com un pioner de la geoenginyeria.
Les àrees de recerca de Broecker van incloure la geocronologia del Plistocè, la datació basada en el radiocarboni i l'oceanografia marina. Això va incloure investigacions sobre els cicles biogeoquímics de l'element carboni i sobre el registre del canvi climàtic contingut en el casquet polar i els sediments oceànics.
L'any 2008 va rebre el Premi Balzan pel seu èxit destacat en ciència. Va rebre doctorats honoris causa de la Universitat de Cambridge, la Universitat d'Oxford, la Universitat Estatal de Pennsilvània, la Universitat Harvard i la Universitat Metodista del Sud, entre d'altres.
Dies abans de la seva mort, va enviar un missatge de vídeo en directe als seus col·legues científics on va afirmar que la humanitat no s'estava movent prou decididament per aturar l'escalfament global i va instar la comunitat científica a «estudiar seriosament solucions més extremes a la crisi climàtica».

## Obra seleccionada
- Chemical Equilibria in the Earth, McGraw-Hill Education, 1971, ISBN 0-07-007997-8
- Chemical oceanography, Harcourt Brace Jovanovich, 1974, ISBN 0-15-506437-1
- Tracers in the Sea, Eldigio Press, 1982, ISBN 0-9617511-0-X
- How to Build a Habitable Planet, Eldigio Press, 1988, ISBN 0-9617511-2-6
- Greenhouse puzzles, Lamont–Doherty Geological Observatory of Columbia University, 1993
- The glacial world according to Wally, Eldigio Press, 1995
- Greenhouse puzzles: Keeling's world, Martin's world, Walker's world, Eldigio Press, 1998
- Fixing Climate: What Past Climate Changes Reveal About the Current Threat--and How to Counter It, Hill and Wang, US/Profile Books, UK, 2008, ISBN 978-0-8090-4501-3
- The Great Ocean Conveyor, Discovering the Trigger for Abrupt Climate Change, Princeton University Press, 2010, ISBN 978-0-691-14354-5
- A Geochemist in his Garden of Eden, Eldigio Press, 2016